# Рочев, Евгений Желялович
Евгений Желялович Рочев — советский хозяйственный, государственный и политический деятель.

## Биография
Родился в 1945 году в Ухте. Член КПСС.
Окончил Ухтинский горно-нефтяной техникум.
С 1966 года — на хозяйственной, общественной и политической работе. В 1966—1991 гг. — слесарь, монтажник, бригадир комплексной бригады монтажников треста «Северкомплектмонтаж» в Ухте Коми АССР.
Делегат XXV съезда КПСС.
За большой личный вклад в увеличение добычи нефти и газа был в составе коллектива удостоен Государственной премии СССР за выдающиеся достижения в труде 1986 года.
После 1991 года — предприниматель, учредитель ООО «Монтажстрой» (по 2011 год).
Жил в Коми.